# هيئة تنظيم الصناعة المالية الأمريكية
في الولايات المتحدة ، هيئة تنظيم الصناعة المالية ( FINRA ) هي هيئة خاصة تعمل كمنظمة ذاتية التنظيم كرابطة الوطنية لتجار الأوراق المالية ( NASD ) وتنظيم عمليات العضو والإنفاذ والتحكيم في بورصة نيويورك . إنها منظمة غير حكومية تنظم شركات السمسرة الأعضاء وأسواق الصرف. الوكالة الحكومية التي تعمل باعتبارها الجهة الرقابية النهائية لصناعة الأوراق المالية، بما في ذلك FINRA ، هي هيئة الأوراق المالية والبورصات.

## روابط خارجية
- الموقع الرسمي

  - "Broker Check". FINRA. مؤرشف من الأصل في 2019-12-17. Research the background and experience of financial brokers, advisers and firms
- هيئة الأوراق المالية والبورصات الأمريكية (SEC)
- نقابة المحامين العامة للمستثمرين
- Johnson، Carrie (27 يوليو 2007). "SEC Approves One Watchdog For Brokers Big and Small". Washington Post. مؤرشف من الأصل في 2017-03-13. Securities regulators yesterday approved a merger between the enforcement arms of the New York Stock Exchange and the NASD, creating a single watchdog for brokers from Wall Street to Main Street